# Corrente das Agulhas
A corrente das Agulhas é uma complexa corrente marítima que se desenvolve no sudoeste do oceano Índico, principalmente junto à costa oriental da África do Sul.
Uma corrente marinha, ou corrente oceânica, é um movimento de translação permanente e continuo na massa de água dos oceanos. Elas têm origem, na maioria das vezes, pela diferença de densidade da água. A água mais densa tende a ir para as regiões mais baixas do oceano, possibilitando a subida de água mais quente, o que origina as correntes marinhas.
A corrente das Agulhas é uma corrente do sudoeste do oceano Índico, próximo a costa oriental da África, na Somália. Devido principalmente à divergência de densidade, resultante do aumento de temperatura e também da salinidade, e devido aos ventos alísios equatoriais. Sua elevada temperatura se dá por causa de sua proximidade com o Equador, o que a leva a sofrer alta incidência de raios solares.
O seu nome deriva do cabo das Agulhas, o ponto mais austral da África, perto de onde esta corrente, que até este ponto corria de leste para oeste, se retroflete, passando a correr para leste.

## Formação da corrente
A corrente das Agulhas é uma corrente superficial quente que forma-se na região sudoeste do oceano Índico, devido principalmente à divergência de densidade, resultante do aumento de temperatura e também da salinidade, e devido aos ventos alísios equatoriais. Sua elevada temperatura se dá por causa de sua proximidade com o Equador, o que a leva a sofrer alta incidência de raios solares.
Esta corrente percorre toda a costa leste do continente africano, desde a Somália, passando entre a costa continental e a ilha de Madagáscar, indo até o cabo da Boa Esperança, ponto mais ao sul da África, onde converge com uma ramificação da corrente Circumpolar Antártica, formando a massa de água que dá origem à corrente de Benguela.

### Vazamento das agulhas
Ao sul da África, a corrente das Agulhas sofre uma abrupta retroflexão, liberando anéis com águas mais quentes e salinas do oceano Índico na região sudeste do Atlântico Sul. A transferência de águas do Índico para o Atlântico por meio de anéis ou filamentos na região de retroflexão da corrente das Agulhas é referenciada na literatura como vazamento das Agulhas. Esse vazamento conecta os giros subtropicais do Atlântico Sul e do Índico, sendo parcialmente responsável pela alta salinidade do oceano Atlântico. A comunicação entre esses dois giros subtropicais na área de retroflexão da corrente das Agulhas é limitado ao Sul pela Frente Subtropical, que é controlada pela posição rotacional zero da tensão de cisalhamento do vento. Desde o final da década de 1960, os ventos do oeste do Hemisfério Sul têm sofrido uma migração em direção do polo como reflexo da tendência positiva do índice do modo anular sul.
As possíveis consequências do vazamentos das Agulhas são o balanço do fluxo de calor, anomalias de TSM, alteração na intensidade e frequência de eventos extremos, anomalias de precipitação continental, variabilidades na descarga fluvial, fluxos de vapor de água no Atlântico Sul, alterações no jato de baixo nível e impactos na região costeira.

## Problemas costeiros
A gestão de muitos problemas costeiros, provocados pela ação das ondas, pode ser facilitada pelo bom conhecimento do clima de ondas na região de interesse. Este conhecimento pode ser corretamente aplicado na previsão de erosão de praias, na avaliação do posicionamento e do alinhamento de quebra-mares. Como também, auxiliar na escolha da localização de portos e plataformas. A interação das ondas com o fundo do corpo d’água, com obstáculos naturais ou obras civis ou com correntes alteram seus padrões de propagação. Um exemplo famoso de alteração corrida pela interação onda-corrente pode ser visto próximo à África do Sul, onde a altura da onda é triplicada pela ação da corrente das Agulhas que se opõe ao seu movimento. Em águas rasas, as ondas são influenciadas pelo fundo do corpo d’água e suas cristas tendem a se alinhar aos contornos de profundidade constante, processo conhecido como refração da onda. Baseado na teoria dos raios, Kamphuis (2000) apresenta o conjunto de equações que governa esse fenômeno.

## Vida marinha no oceano Índico
A diversidade de vida marinha que se encontra nos grandes ecossistemas marinhos das correntes de Agulhas e Somali varia desde o fito plâncton e zooplâncton até vários milhares de espécies de invertebrados superiores e peixes. Muitos destes, tais como o atum, lagosta, camarão, ostra e amêijoa têm importância econômica. Encontram-se ainda presentes espécies tais como o celacanto, dugongo, tartarugas marinhas e muitas espécies de cetáceos, bem como populações importantes de aves marinhas.

### Nutrientes
Existe uma célula de afloramento concentrada que abastece provavelmente a maior parte da água profunda, ela aumenta o fornecimento local de nutrientes e leva a um aumento marcado da densidade de fito plâncton local. O trajeto da corrente de Agulhas Sul é menos estável, exibe meandros bem como remoinhos de bordas acentuadas e plumas associados. Ela flui ao largo do banco de Agulhas e tem uma influência decisiva nas massas de água. Esta célula fornece a totalidade da água profunda rica em nutrientes. Este processo pode ser crucial para uma desova bem sucedida das espécies principais de peixe que produzem os seus ovos preferencialmente neste local. As larvas e espadilhas movem-se para o sistema de afloramento de Benguela do Oceano Atlântico Sul para contribuir para a maior pescaria da região.

## Energia dos gradientes do oceano
É comum ao entrar no mar observarmos que a água na parte de cima está morna e lá no pé sentimos ela fria. Essa diferença de temperatura acontece também nas partes profundas dos oceanos e a isso é dado o nome de gradiente de temperatura. Foi o francês George Claude quem primeiro realizou experiência nesse sentido, na região costeira de Cuba, em 1929. Com gradiente de 14° C, a usina-piloto cubana produziu energia elétrica a uma potência de 22 KW. Foram os americanos que, em 1979, instalaram uma usina desse tipo e até hoje, vêm aperfeiçoando esse sistema e desenvolvendo dada vez mais a capacidade de geração de energia elétrica. O princípio de funcionamento dessa usinas consiste em fazer circular, um fluido de baixo ponto de ebulição, em um tubo que esteja ligado a parte superior do oceano e a sua profundidade. Dessa forma, o sistema tubular estaria sujeito à diferença de temperatura, estabelecendo-se um sistema de fluxo constante. Esse fluido vaporizado movimenta uma turbina que aciona um gerador de energia elétrica. A engenharia de instalação que têm tido maior divulgação e a de plataformas flutuantes. Devem ser instaladas em locais de profundidade superior a 1000m e assim manter um gradiente de temperatura de 20° C a 25°C. O impacto ambiental é praticamente nulo. O investimento inicial é alto, porém apresenta a vantagem de ser uma energia de ser uma energia de produção constante sem a necessidade de armazenamento.

## Importância no clima da região
Ao longo de seu percurso a corrente, devido à sua natureza de temperaturas elevadas, influencia no clima trazendo umidade à costa. É perceptível como gradativamente a vegetação ao longo do litoral atingido pela corrente vai aumentando, assim como a formação cada vez mais intensa de nuvens e regiões úmidas, típicas de clima tropical.
Também se pode citar a sua importância na manutenção global do clima, devido à sua participação essencial na formação da corrente de Benguela, que influencia na temperatura de todo o oceano Atlântico, além de seu papel no despejo de sal neste, outro fator bastante significativo tanto no clima quanto em outros aspectos como composição, vida marinha, etc.

## Economia
Apesar da longa costa da ilha, a pesca é uma indústria relativamente pouco desenvolvida em Madagáscar. Na costa Este, os mares agitados e a falta de portos de abrigo significam que a pesca é restringida principalmente às lagoas costeiras. Existem aproximadamente 52 mil pescadores artesanais em Madagáscar. Quatro empresas joint venture realizam pesca comercial ao longo da costa Noroeste, onde pescam sardinha e atum. Estas espécies são responsáveis pela maioria das exportações pesqueiras, apesar de serem também exportados lagostas e camarões apanhados no Sudoeste.
Enquanto a África do Sul tem uma indústria de pesca comercial ativa, pesca continua a ser um setor relativamente pequeno na economia Sul-Africano, contribuindo com cerca de 1% do PIB nacional por ano. Subsistência e de pequena escala pescadores operar ao longo de toda a costa Sul-Africano, particularmente na província do Cabo Ocidental. As principais espécies capturadas são anchova, sardinha, pescada, lulas e lagostas.
A pesca marinha conta por mais de 90% da produção total de pescado em Moçambique.  A pesca industrial composta de joint ventures entre o governo e as empresas estrangeiras do Japão e da Espanha, são empresas que possuem frotas grandes, modernas e exportam seus produtos para os mercados internacionais. As principais espécies comerciais visados pelo setor industrial são o camarão de águas profundas e camarão em águas rasas.

## Geração de energia a partir da velocidade da corrente
Sabendo que a velocidade média da corrente das agulhas é de 2m/s e que a salinidade média é de 34,45 podemos calcular a energia cinética disponível. Tendo que:
- Utilizamos 1 m³ de volume
- Densidade da água é 1034,45 KG/m³

E = ½ mv²
E= 2068,9 W
E = 2,0689 KW

## Importância
As correntes marinhas desempenham um papel fundamental nos oceanos, tanto para a distribuição de nutrientes, como para a navegação e regulação do clima na região. O estudo e o conhecimento dessas correntes se faz necessário para entendermos melhor as ondas, os fenômenos marinhos previsão de erosão de praias, para uma melhor avaliação do posicionamento e do alinhamento de quebra-mares, como também, auxiliar na escolha da localização de portos e plataformas. O estudo de várias propriedades dessas correntes, como a temperatura, salinidade e nutrientes, nos faz entender suas trajetórias sendo possível mapear as correntes ao redor do globo terrestre para assim compreender como elas influenciam e são influenciadas pelo clima global. Podemos aproveitar a energia dessas correntes de três formas que, explicadas a grosso modo, são o aproveitamento da velocidade das correntes através de turbinas similares à aerogeradores, o aproveitamento da diferença de temperatura entre duas profundidades distintas, e o aproveitamento da diferença de temperatura das águas de duas correntes em sua junção.